# Torneo de San Diego 2011
El Mercury Insurance Open 2011 fue un evento de tenis que se disputó en Carlsbad, California, Estados Unidos, realizado entre el 1 de agosto y el 7 de agosto de 2011, como torneo preparatorio de cara al US Open celebrado sobre pistas de cemento al aire libre. Fue la 31ª edición del torneo que tuvo lugar en el Omni La Costa Resort & Spa.

## Campeonas

### Individual Femenino
Agnieszka Radwańska venció a  Vera Zvonareva por 6-3, 6-4

### Dobles Femenino
Květa Peschke /  Katarina Srebotnik vencieron a  Raquel Kops-Jones /  Abigail Spears por 6-0, 6-2